# Resveratrol
El resveratrol (3, 5, 4'-trihidroxi-trans-estilbeno) es un estilbenoide, un tipo de fenol natural, y una fitoalexina que se produce de manera natural en varias plantas como respuesta a una lesión o cuando se encuentran bajo el ataque de patógenos, tales como bacterias u hongos. Las fuentes alimenticias del resveratrol incluyen la piel de las uvas, arándanos, frambuesas y moras.

## Efectos en la salud

### Enfermedades del corazón
Existe muy poca evidencia acerca de los beneficios del resveratrol en las personas que ya padecen una enfermedad cardíaca. En un metaanálisis de 2014, se encontró que el suplemento de resveratrol en dosis habituales no tiene ningún efecto sobre la presión arterial, pero puede ayudar a la misma si se utiliza en dosis altas. Los efectos secundarios todavía están en investigación.

### Cáncer
A partir de 2014, la evidencia de los efectos del resveratrol sobre el cáncer ha sido inconsistente por el momento
.

### Metabolismo
Existe muy poca evidencia de que el resveratrol tenga un efecto en el metabolismo de los humanos. Algunos datos tentativos apoyan que existe un beneficio potencial en el control de algunos biomarcadores en diabetes, pero se necesita más evidencia antes de que este tratamiento pueda ser recomendado.

### Esperanza de vida
En 2011, el efecto del resveratrol sobre la vida de los seres humanos no era claro.
En octubre de 2017 se obtuvo alguna evidencia de su efecto en la disminución de algunas características de la senescencia replicativa en células, tales como el aumento de factores de empalme de ARNm y alargamiento de telómeros

### Neuroprotección
Se ha observado que puede reducir la patología de tipo Alzheimer en cultivos celulares y en roedores. El resveratrol potencia los mecanismos protectores que degradan las proteínas anormales, como la β-amiloide y la tau hiperfosforilada. En el experimento, realizado con ratones transgénicos de Alzheimer, los científicos añadieron resveratrol a la dieta de dos grupos de roedores, un grupo de control y otro con patología de Alzheimer. En ambos casos, se observó una respuesta mejorada en el aprendizaje. En el caso de los afectados de Alzheimer, se vio un efecto de protección contra la pérdida de memoria y contra la patología. Además, el resveratrol activa la vía molecular de neuroprotección y longevidad de SIRT1.
Un estudio del Institut de Investigacions Biomèdiques de Barcelona apoya el uso del resveratrol como agente nutracéutico contra la neurodegeneración y la enfermedad de Alzheimer.

#### Desencadenamiento y progresión de la patología de la enfermedad de Alzheimer inducida por una dieta alta en grasas
El resveratrol protegió contra la pérdida de memoria inducida por una dieta alta en grasas en ratones y previno la pérdida de memoria en ratones modificados genéticamente que modelan la enfermedad de Alzheimer. También redujo la manifestación de las características distintivas de la enfermedad de Alzheimer: placas amiloides y ovillos neurofibrilares.

## Efectos adversos
Los efectos adversos son desconocidos, pero un número de estudios clínicos han demostrado una buena tolerancia.

## Descubrimiento y nombre
El resveratrol fue mencionado por primera vez en un artículo de Japón en 1939 por Michio Takaoka, quien lo aisló de la venenosa pero medicinal, Veratrum álbum, una variedad de glandiflorum. El nombre probablemente proviene del hecho de que es un derivado del resorcinol que proviene de una especie de Veratrum. En 2003, David Sinclar de la escuela de medicina de Harvard reportó en la revista Nature que el resveratrol activa las sirtuinas en las células de levaduras. Este descubrimiento fue seguido por el lanzamiento de los farmacéuticos Sirtris. Mientras que los efectos farmacológicos de resveratrol no resultaron ser comercialmente viables, su descubrimiento condujo a grandes esfuerzos para desarrollar otro tipo de activadores de genes SIRT.

## Farmacocinética
Una forma de administración del resveratrol para humanos es por vía oral, que consiste en la absorción directa a través de los tejidos en el interior de la boca. Al retener por un minuto un miligramo de resveratrol disuelto en alcohol en la boca, se logra medir dos minutos más tarde 37 ng/mL de resveratrol libre en el plasma. Este nivel de resveratrol sin cambios en la sangre sólo se puede lograr con 250 mg de resveratrol tomados en forma de comprimidos. Sin embargo, la viabilidad de un método de administración oral se pone en duda debido a la baja solubilidad acuosa de la molécula. Para que un medicamento sea absorbido vía transmucosa debe estar en forma libre o disuelta. El resveratrol se ajusta a los criterios de dosificación oral transmucosa, aunque vale la pena mencionar que la baja solubilidad acuosa, limita en gran medida la cantidad que puede ser absorbida a través de la mucosa bucal. Se esperaba que el resveratrol tomado por vía oral pasara a través de la membrana mucosa de la boca y se absorbiera al igual que una dosis oral común, sin embargo, se demostró la necesidad de explorar el suministro oral en formulaciones farmacéuticas futuras.
Mientras que el 70% del resveratrol administrado por vía oral se absorbe, su biodisponibilidad es de aproximadamente 0.5% debido a la glucuronidación hepática y sulfatación del mismo. El rastro sin cambios de resveratrol por debajo de 5ng/ml puede ser detectado en sangre después de una dosis oral de 25 mg. Incluso cuando una dosis muy grande (2,5 y 5 g) se administra en forma de pastilla no recubierta, la concentración de resveratrol en la sangre no logra alcanzar el nivel que se afirma es necesario para la prevención del cáncer sistémico. Actualmente, se encuentra en producción una formulación de resveratrol en forma de goma de mascar, y se espera que proporcione concentraciones a nivel sanguíneo mucho más altas que las formulaciones orales. El resveratrol en su formulación patentada SRT-501 (3 o 5 g), desarrollada por Sirtris Pharmaceuticals, alcanzó niveles en sangre cinco a ocho veces mayores. Estos niveles se acercaron a la concentración necesaria para ejercer los efectos observados en modelos animales y en experimentos in vitro. Sin embargo, el 5 de mayo de 2010, GlaxoSmithKline (GSK) aseveró que había suspendido un ensayo clínico de SRT501, la forma patentada de resveratrol, por cuestiones de seguridad, y terminó el estudio el 2 de diciembre de 2010.
En ratas se observó menos del 5% de la dosis oral de resveratrol se encontraba libre en el plasma sanguíneo. Los metabolitos más abundantes de resveratrol en los seres humanos, ratas y ratones son el trans-resveratrol-3-O-glucurónido y trans-resveratrol-3-sulfato. Walle sugiere que los sulfatos conjugados son la principal fuente de actividad, por otro lado, Wang et al. afirman que son los glucurónidos, y Boocock et al. hizo hincapié en la necesidad de un mayor estudio de los efectos de los metabolitos, incluyendo la posibilidad de desconjugación para liberar el resveratrol en las células. Goldberg, quien estudió la farmacocinética del resveratrol, catequinas y la quercetina en los seres humanos, concluyó "parece que los beneficios potenciales para la salud de estos compuestos, basados en las actividades in vitro de los compuestos no conjugados no son realistas y se han exagerado mucho. De hecho, la profusión de documentos que describen dichas actividades legítimamente pueden ser descritos como irrelevantes y engañosos. A partir de entonces, las investigaciones de esta naturaleza se concentran en los potenciales beneficios para la salud de sus conjugados glucurónidos y sulfatos”.
La hipótesis de que el resveratrol del vino podría tener mayor biodisponibilidad que el de una píldora, ha sido refutada por varios datos experimentales. Por ejemplo, después de que cinco hombres tomaron 600 ml de vino tinto con un contenido de 3.2 mg/l de resveratrol antes del desayuno, se detectó resveratrol sin cambios en la sangre sólo en dos de ellos, y esto solo en cantidades traza (por debajo de 2,5 ng/ml). Los niveles de resveratrol parecían ser ligeramente mayores con el vino tinto (600 ml de vino tinto contienen 0.6 mg/ml; resveratrol dosis total de 0.5 mg) tomado con una comida: pequeñas cantidades (1-6 ng/ml) fueron encontradas en cuatro de diez sujetos. En otro estudio, la farmacocinética del resveratrol (25 mg) no cambiaba si se tomaba con jugo de verduras, vino blanco o jugo de uva blanca. El nivel más alto de resveratrol sin cambios en el suero sanguíneo (7-9 ng/ml) se logró después de 30 minutos, y desapareció por completo de la sangre después de cuatro horas. Los autores de ambos estudios concluyeron que las cantidades de resveratrol alcanzadas en la sangre son insuficientes para explicar la paradoja francesa. Los efectos benéficos del vino aparentemente podrían explicarse por los efectos del alcohol o todo el complejo de sustancias que el vino contiene; por ejemplo, los beneficios cardiovasculares del vino parecen estar correlacionados con el contenido de procianidinas.

## Mecanismos de acción
Algunos estudios han indicado que el resveratrol activa a SIRT1 y PGC-1α, además mejora el funcionamiento de las mitocondrias. La capacidad directa del resveratrol de activar SIRT1 ha sido puesta en cuestión, aunque muchos nuevos intentos tratan de volver a confirmar este vínculo, una investigación más reciente ha demostrado que el resveratrol se una a TyrRS para potenciar una señalización en cascada de PARP1/NAD+ y a su vez activar p53 y AMPK por medio de la inhibición de SIRT1.
En células tratadas con resveratrol se observa que la acción de la MnSOD (SOD2) aumenta catorce veces. El MnSOD reduce el superóxido a peróxido de hidrógeno (H2O2), pero este no se incrementa debido a otra actividad celular. El superóxido O2- es un subproducto de la respiración en los complejos 1 y 3 de la cadena de transporte de electrones. No es "altamente tóxico, [pero] es capaz de extraer un electrón de la membrana biológica y otros componentes de las células, provocando reacciones en cadena de radicales libres. Por lo tanto, es esencial para mantener aniones superóxido en control dentro de la célula." El MnSOD reduce al superóxido, y por lo tanto, confiere resistencia a la disfunción mitocondrial, transición de permeabilidad, y a la muerte por apoptosis en varias enfermedades. Se ha implicado en la extensión de la vida útil, inhibe el cáncer, (por ejemplo, cáncer de páncreas), proporciona resistencia a la lesión por reperfusión y daño por irradiación. Estos efectos también se han observado con el resveratrol. Robb et al. proponen que el MnSOD se incrementa por la vía RESV → SIRT1 / NAD + → FOXO3a → MnSOD. Se ha demostrado que el resveratrol causa que SIRT1 provoque la migración de los factores de transcripción FOXO al núcleo, lo cual, estimula la actividad transcripcional de FOXO3a y además mejora la desacetilación catalizada (actividad) de FOXO3a. Se sabe que el MnSOD es un objetivo de FOXO3a, y la expresión de MnSOD está fuertemente inducida en células que sobre expresan FOXO3a. También se ha informado que la regulación desproporcionada de la expresión del superóxido dismutasa (SOD), catalasa (CAT) y de la glutatión peroxidasa (GPX) y su actividad enzimática en células de cáncer da como resultado la acumulación mitocondrial de H2O2, que a su vez induce la apoptosis de células cáncerigenas.
El resveratrol interfiere con las tres etapas de la carcinogénesis-iniciación, promoción y progresión.  Experimentos en cultivos celulares in vitro de varios tipos de sistemas subcelulares implican bastantes mecanismos relacionados con la actividad farmacológica del resveratrol. Estos mecanismos incluyen la modulación del factor de transcripción NF-kB, la inhibición de la CYP1A1 de la isoenzima citocromo P450 (aunque esto puede no ser relevante para la bioactivación del CYP1A1 mediada por el procarcinógeno benzopireno), alteraciones en acciones androgénicas, en la expresión y actividad de la enzima ciclooxigenasa (COX). De manera in vitro, el resveratrol "inhibe la proliferación de líneas celulares de cáncer de páncreas humano." En algunos linajes de cultivo de células de cáncer, se ha demostrado que el resveratrol induce apoptosis, lo que significa que mata a las células, y por lo tanto, puede destruir células cancerosas. Se ha presentado que el resveratrol induce al ligando Fas/Fas mediador de apoptosis, a p53 y a las ciclinas A, B1, y cinasas dependientes de ciclina CDK 1 y 2. El resveratrol también posee propiedades antioxidantes y anti-angiogénicos.
Se informó que el resveratrol es eficaz combatiendo la disfunción neuronal y la muerte celular, y en teoría, podría ser eficaz contra enfermedades tales como la enfermedad de Huntington y Alzheimer. De nuevo, esto aún no se ha probado para ninguna enfermedad de los seres humanos.
El resveratrol tiene acción inhibidora directa sobre el cultivo de tejido de fibroblastos cardíacos de rata y puede inhibir la progresión de la fibrosis cardíaca.
El resveratrol también aumenta significativamente la producción natural de testosterona de modo que actúa tanto como un modulador selectivo del receptor de estrógeno y un inhibidor de la aromatasa. También se ha encontrado que puede funcionar como agonista de la GPER (GPER 30).
El resveratrol aumenta los niveles del glutatión intracelular a través de la regulación positiva Nrf2 dependiente de glutamilcistina gama ligasa en las células epiteliales del pulmón, lo que les protege contra el extracto de estrés oxidativo inducido del humo del cigarrillo.
Otro mecanismo potencialmente importante que es común tanto en resveratrol como en la restricción calórica es la regulación de autofagia. SIRT1 es un objetivo hipotético de ambos y se ha demostrado que facilita la autofagia a través de la inhibición de mTOR, que a su vez regula de manera negativa la autofagia.
En 2012, se demostró que el resveratrol es capaz de inhibir de manera competitiva varias fosfodiesterasas, lo cual da como resultado un incremento en la concentración de AMPc en el citosol, esto actúa como un mensajero secundario para la activación de la vía Epac1/CaMKKβ/AMPK/SIRT1/PGC-1α. Este incremento en la concentración de AMPc permite aumentar la oxidación de los ácidos grasos, la biogénesis mitocondrial, la respiración mitocondrial y la gluconeogénesis.

## Propiedades químicas y físicas
Resveratrol (3,5,4’-trihidroxiestilbeno) es un estilbenoide, un derivado del estilbeno.
Existe como dos isómeros geométricos: cis-(Z) y trans-(E), el isómero trans se muestra en la imagen superior. El resveratrol trans y cis puede estar libre o unido a la glucosa.
La forma trans puede sufrir isomerización a la forma cis cuando se expone a irradiación UV, proceso llamado fotoisomerización:
Recientemente, se ha observado que la irradiación ultravioleta en la forma cis del resveratrol induce más reacción fotoquímica, lo cual produce una molécula fluorescente llamada “Resveratrone”.
Se encontró que el trans-resveratrol en polvo es estable en condiciones “de estabilidad acelerada” es decir, a 75% de humedad y 40 °C en presencia de aire. El isómero trans también se estabiliza con la presencia de las proteínas de transporte. El contenido de resveratrol también se mantuvo estable por un largo período en las pieles de las uvas durante la fermentación y almacenado. Los datos de las formas más comunes IH y 13C del resveratrol se pueden encontrar en la literatura.

## Metabolismo
El resveratrol se metaboliza ampliamente en el cuerpo. Los principales sitios de su metabolismo son el hígado y el intestino, aunque los pulmones también están involucrados, pero con una diferencia entre las especies del metabolismo pulmonar.
Biosíntesis
El resveratrol es producido en las plantas por medio de la acción de la enzima resveratrol sintetasa.
Biotransformación
El patógeno fúngico Botrytis cinérea es capaz de oxidar el resveratrol en metabolitos que demuestran una atenuación en su actividad antifúngica. Entre ellos se incluyen los dímeros de resveratrol restritisol A, B y C, el resveratrol transdehidrodímero, leachinol F y palidol. La bacteria del suelo Bacillus cereuscan puede ser utilizado para transformar resveratrol en piceído (resveratrol 3-O-beta-D-glucósido).

## Conceptos

### Plantas
El resveratrol fue aislado originalmente por Takaoka, a partir de las raíces de eléboro en 1940, y más tarde, en 1963, de las raíces del centidonia japonés. Sin embargo, atrajo una mayor atención en 1992, cuando su presencia en el vino fue sugerido como explicación de los efectos cardioprotectores del mismo.
En las uvas, el trans-resveratrol es una fitoalexina producida como protección contra el crecimiento de hongos patógenos tales como Botrytis cinerea. Su presencia en la uva Vitis vinifera también es constitutivo, con la acumulación de resveratroles unidos y libres en las bayas maduras de diferentes niveles, de acuerdo con el genotipo. En las uvas, el resveratrol se encuentra principalmente en la piel, y en la uva moscatel, también en las semillas. La cantidad que se encuentra en la piel de la uva también varía con el cultivar de esta, su origen geográfico, y la exposición a la infección por hongos. La cantidad de tiempo de fermentación de un vino que permanece en contacto con la piel de la uva es un determinante importante de su contenido de resveratrol.
También se encuentra en Pinus strobus, el pino blanco del este.

### Alimentos
Los niveles de resveratrol que se encuentran en los alimentos son muy variables. El vino tinto contiene entre 0,2 y 5,8 mg/l, en función de la variedad de uva, mientras que el vino blanco tiene mucho menos, ya que el vino tinto se fermenta con las pieles, permitiendo que el vino extraiga el resveratrol, mientras que el vino blanco se fermenta después de que la piel se ha eliminado. La composición del vino es diferente a la de las uvas, ya que la extracción de resveratrol de la uva depende de la duración del contacto con la piel, y los resveratrol 3-glucósidos están parcialmente hidrolizados, produciendo tanto trans- como cis- resveratrol. Varios informes han indicado que la uva moscatel puede contener altas concentraciones de resveratrol, y que los vinos producidos a partir de estas uvas, tanto rojos como blancos, pueden contener más de 40 mg/l, Sin embargo, estudios posteriores han encontrado poco o nada de resveratrol en las diferentes variedades de uva moscatel.
Una de las fuentes más prometedoras son los cacahuates, especialmente germinados donde mismo que el contenido rival de las uvas. Antes de la germinación, en el rango de 2.3 a 4.5 mg/g, y después de la germinación, en el intervalo de 11,7 a 25,7 mg/g dependiendo del cultivo de maní.
El fruto de la morera (esp. De la piel) también es una fuente, y se vende como un suplemento nutricional.
El cacao en polvo, el chocolate para hornear y el chocolate negro también aportan bajos niveles de resveratrol en cantidades normales de consumo (0,35 a 1,85 mg/kg).

#### Vino y jugo de uvas
La concentración de trans-resveratrol medido en 40 vinos de la Toscana osciló entre 0,3 a 2,1 mg/l en los 32 vinos tintos probados y tenía un máximo de 0,1 mg/l en los 8 vinos blancos de la prueba. En las muestras analizadas se detectaron los isómeros de resveratrol cis- y trans-. Los niveles de cis-resveratrol fueron comparables a los del isómero trans. Se extienden de 0,5 mg/l a 1,9 mg/l en los vinos tintos y tenían un máximo de 0,2 mg/l en los vinos blancos.

Los informes sugieren algunos aspectos del proceso de elaboración del vino que convierte piceído a resveratrol en el vino, este parece tener el doble de la concentración media de resveratrol en los zumos comerciales equivalentes.

En general, los vinos elaborados a partir de uvas de las variedades Pinot Noir y St. Laurent mostraron el nivel más alto de trans-resveratrol, aunque sin vino o región aún no se puede decir que produce que estos vinos tengan concentraciones significativamente más altas que cualquier otro vino o región.

#### Alimentos seleccionados
| Alimento              | Porción     | Resveratrol total (mg) |
| --------------------- | ----------- | ---------------------- |
| Cacahuates (crudo)    | 1 c (146 g) | 0.01 – 0.26            |
| Cacahuates (hervidos) | 1 c (180 g) | 0.32 – 1.28            |
| Mantequilla de maní   | 1 c (258 g) | 0.04 – 0.13            |
| Uvas rojas            | 1 c (160 g) | 0.24 – 1.25            |
| Polvo de cacao        | 1 c (200 g) | 0.28 – 0.46            |

#### Suplementos
El interés mediático por el resveratrol, especialmente desde mediados de los años 2000, provocó un notable aumento en la comercialización de suplementos alimenticios que lo contienen. Estos productos suelen basarse en extractos de Polygonum cuspidatum (centidonia japonesa), una planta rica en resveratrol, que puede representar entre un 50 % y un 99 % de su composición según el grado de pureza. Junto al resveratrol, estos extractos también contienen otros compuestos como emodina, que en altas concentraciones puede tener efectos laxantes.
La calidad, dosificación y eficacia de los suplementos de resveratrol pueden variar considerablemente según el fabricante, lo que ha motivado a la comunidad científica a evaluar más rigurosamente sus efectos reales en humanos. Aunque estudios iniciales sugerían que sus beneficios potenciales eran principalmente observados en modelos animales, investigaciones más recientes han explorado su papel en la salud humana, con resultados prometedores en áreas como la salud cardiovascular, el metabolismo, el envejecimiento celular y las enfermedades neurodegenerativas.

## Investigación
Están surgiendo una gran serie de estudios prometedores en animales y algunos datos de ensayos clínicos en humanos. Sin embargo, no hay pruebas suficientes para recomendar el consumo de resveratrol más allá de la cantidad que se puede obtener a través de fuentes dietéticas, y aún son necesarios más ensayos clínicos en humanos.

### Cáncer
Los resultados de los ensayos clínicos en humanos acerca de los efectos del resveratrol sobre el cáncer son inconsistentes. Las pruebas de resveratrol en modelos animales de cáncer también han mostrado resultados mixtos. Existe evidencia fuerte sobre la acción anticancerígena del resveratrol en tumores que pueden estar en contacto directo con el compuesto, tales como los de la piel y tumores del tracto gastrointestinal. Para otros tipos de cáncer, la evidencia es incierta, incluso si se utilizan dosis masivas de resveratrol. El tratamiento con resveratrol aparenta la prevención del desarrollo de tumores en la mama en modelos animales; sin embargo, no tuvo efecto sobre el crecimiento de tumores ya existentes. El tratamiento con altas dosis de resveratrol en ratones prepúberes mejora la formación de tumores. Inyectado en dosis altas en ratones, el resveratrol reduce el crecimiento de los neuroblastomas.

### Efectos cardioprotectores
El consumo moderado del vino tinto se asocia con la disminución del riesgo de padecer enfermedades cardíacas. Más conocido como "la paradoja francesa". Los estudios sugieren que el resveratrol en el vino tinto puede jugar un papel importante en este fenómeno. Parece estimular la actividad de la óxido nítrico sintasa endotelial (eNOS) e inhibición de la agregación plaquetaria.

### Efectos antidiabéticos
Los estudios del resveratrol en animales han demostrado efectos antidiabéticos. Se comprobó que este compuesto puede actuar como agonista de PPAR gamma, receptor nuclear que es un objetivo farmacológico actual para el tratamiento de la diabetes tipo 2. Un metaanálisis de estudios humanos basados en las observaciones en 283 participantes determinó que el tratamiento con resveratrol resultaba en una mejora en los valores de glucosa en ayunas ( -0.29 mmol/l, 95% CI: -0.51, -0.06, p < 0.01) y los niveles de insulina (-0.64 U/mL, 95% CI: -0.95, -0.32, p < 0.0001). El tratamiento también mejoraba el índice HOMA-IR así también como la presión sistólica y diastólica en pacientes con diabetes tipo 2. Los cambios en valores de hemoglobina A1c (HbA1C), LDL y HDL no eran estadísticamente significativos.

### Rejuvenecimiento visual
El estrés oxidativo inducido por la radiación ultravioleta es una de las principales causas de envejecimiento prematuro al traspasar la mácula por el cristalino en la absorción de la luz que se dispersa por la curvatura de la córnea como arco iris refractando dentro del ojo por lo cual daña el mismo por variables de intensidad y exposición. En investigaciones se aplicó clorhidroxidocarbofitosodico RESVERATROLina en gotas oftálmicas en más de 800 pacientes.  Estos colirios oftalmológicos investigados por el Dr. Hector Damian Brzostowski  fueron nombrados en la investigación "Prevention of eyes". Se colocó el producto en perros con cataratas por vejez o cataratas por diabetes y los resultados fueron que en 7 días se logró la limpieza total de la cataratas de estos caninos, por lo tanto pasamos a seres humanos y los separamos en 400 pacientes de diferentes patologías obteniendo resultados clínicos favorables. Al ingresar el Resveratrol a la mácula es absorbida por las células oculares de la cual se activa por la glutamina intracelular y al ingresar los rayos ultravioletas activa la Resveratrola fluorescente dentro de la membrana plasmática  tomando velocidad de traspaso de la membrana gracias al clorhidroxidocarbofitosodico regenerando las células dañadas. La concentración "ResveratrolINA" debido a su efecto sobre la vía mesolímbica del cerebro, activa la regeneración general de la mácula y cura enfermedades como miopía, astigmatismo y 10 patologías más referentes a la vista. Actualmente se produce en una empresa brasilera de manipulados bajopPatente y responsabilidad del Dr. Hector Damian Brzostowski creador del activo, el cual produce este producto que se comercializa hace más de 20 años. El activo fue comparado a resultados anteriores en genes SIRT.

### Protección de la piel
El estrés oxidativo inducido por la radiación ultravioleta es una de las principales causas de envejecimiento prematuro de la piel. Los efectos fotoprotectores de varios polifenoles conocidos por sus propiedades antioxidantes, incluyendo el resveratrol, se han investigado in silico y en condiciones de aplicación tópica.

### Psicológico
En varios modelos animales el resveratrol ha tenido un efecto antidepresivo, pero aún no está claro si existe o no un efecto en los seres humanos.

## Compuestos relacionados
- Pallidol, dímero del resveratrol
- Piceatannol, metabolito activo del resveratrol que se encuentra en el vino